# Wrangler
Wrangler — торговая марка джинсов и иной продукции лёгкой промышленности, с 1986 года принадлежавшая американской текстильной корпорации VF Corporation. В настоящее время принадлежит компании Kontoor Brands, которая отделилась от VF Corporation в мае 2019 года. Одна из трёх торговых марок (наряду с Lee, также принадлежащей VF Corporation), джинсы которых наиболее известны и продаваемы в США.

## История торговой марки
В 1897 году 20-летний K.K. Хадсон (англ. C.C. Hudson), уроженец городка Спрингхилл (округ Уильямсон, штат Теннесси) перебрался в Гринсборо и устроился там на фабрику спецодежды, где он пришивал пуговицы за 25 центов в час. В 1904 году фабрика обанкротилась. Тогда Хадсон с друзьями приобрёл несколько швейных машин, снял помещение на втором этаже над бакалейной лавкой и вместе с братом зарегистрировал компанию, названную Hudson Overall Co. («Спецодежда Хадсона»), занимающуюся также пошивом спецодежды. Компания оказалась успешной, в 1919 году переехала в новое здание и поменяла название на Blue Bell Overall Co. ("Спецодежда «Голубой колокол»). Легенда гласит, что группа железнодорожных рабочих, приобретавших одежду в компании, подарила Хадсону колокол, который тот повесил в цехе. Со временем колокол — как и всё остальное в цехе — покрылся синей хлопковой пылью. В 1926 году Хадсон продал свою компанию более крупной компании Big Ben Manufacturing of Kentucky за 585 тысяч долларов. Торговая марка Blue Bell была сохранена.
В 1936 году компания выпустила линию рабочей одежды под названием Super Big Ben Overalls. В цикл производства этой одежды была включена специальная технология обработки ткани Sanforized, в результате чего готовое изделие после стирки «садилось» менее чем на 1 %. Впоследствии такая обработка стала стандартной для производства всех джинсов.
Компания развивалась, и в 1943 году приобрела производителя рабочей одежды Casey Jones Company, а вместе с ней и редко используемый бренд Wrangler («спорщик, крикун, несговорчивый человек»). В компании возникла идея производить под этой маркой специальные брюки для ковбоев (Horse wrangler или просто Wrangler означает также ковбоя, пастуха). В 1946 году брюки начали разрабатываться при участии портного Бернарда Лихтенштейна (известного как Родео Бен), выходца из Польши. Тестовая партия джинсов под названием Wrangler 11MWZ была опробована известными участниками родео Фреклессом Брауном, Биллом Линдеманом и Джимом Шулдерсом и получила хорошие отзывы. Для производства брюк снова была использована инновация: ломаная саржа. В отличие от брюк, сделанных из обычной саржи, брюки из ломаной саржи не закручивались вокруг ног ковбоя, и кроме того, оказались мягче. Брюки имели и другие особенности: заклёпки на задних карманах были сглажены (с тем, чтобы не царапать седло), задние карманы были расположены с учётом комфортной посадки в седле, внутренние и наружные швы подрублены, усиленный шов в шаге, наконец застёгивались брюки на молнию. Брюки были несколько сужены в поясе, с тем чтобы не выправлялась рубашка и расширены внизу, поскольку ковбои носили сапоги. Несколько позднее модель 11MWZ была переименована в 13MWZ, с тем, чтобы отразить вес использованной ткани: 13 унций на квадратный ярд. Так появились джинсы Wrangler 13MWZ. В 1948 году на задних карманах джинсов появилась вышитая W, которая стала одним из самых узнаваемых брендов в мире.
Была начата рекламная кампания. В 1948 году Джим Шолдерс, победитель 18 мировых первенств по родео, стал эндорсером торговой марки. Wrangler также становится спонсором различным музыкантам и мероприятиям в области кантри-музыки, весьма популярной в США (так, в 1992 году во Wrangler был одет Джордж Стрейт, исполнитель главной роли в фильме «Чистое кантри»). В 1948 году Wrangler сделали беспрецедентный по тем временам шаг: под этой маркой были выпущены женские джинсы с застёжкой на молнии спереди.
Джинсы Wrangler становились всё более известны в США. В 1962 году в Бельгии была открыта первая фабрика по производству этих джинсов в Европе, где они стали ассоциироваться с молодёжной американской культурой и также быстро завоевали популярность. В 1963 году в журнале Ньюсуик впервые было использовано слово тинейджер и оно было иллюстрировано девушкой в футболке с торговой маркой Wrangler. В 1974 году ассоциация профессиональных ковбоев-родео The Pro Rodeo Cowboys Association стала официальным эндорсером торговой марки. В 1982—1983 годах Wrangler стал спонсором Дейла Йорнхардта, профессионального гонщика NASCAR, и он в эти годы на знаменитом сине-жёлтом автомобиле выиграл три из семи заездов.
В 1986 году фирма Blue Bell вошла в состав VF Corporation. В 1996 году Wrangler были каждыми пятыми джинсами, продаваемые в США, а в 1997 году Wrangler 13MWZ отметили своё 50-летие. В 2003 году к собственно марке Wrangler добавились ещё две: RIGGS WORKWEAR® by Wrangler® (линейка одежды премиум-класса) и Wrangler® ProGearTM (линейка одежды для профессионалов-охотников).
Все изделия Wrangler обеспечены годовой гарантией качества.

## Факты
- Сотрудничество с Джимом Шолдерсом закончилось в 2007 году, в связи с его смертью. 58-летний контракт является самым продолжительным сотрудничеством профессионального спортсмена с какой-либо фирмой[8].
- Эдди, маскот Iron Maiden, на обложке альбома Killers носит джинсы Wrangler.[значимость факта?]
- В рекламе Wrangler в 1963 году было впервые использовано слово «тинейджер», со временем вошедшее практически во все мировые языки.